# Історія діабетології

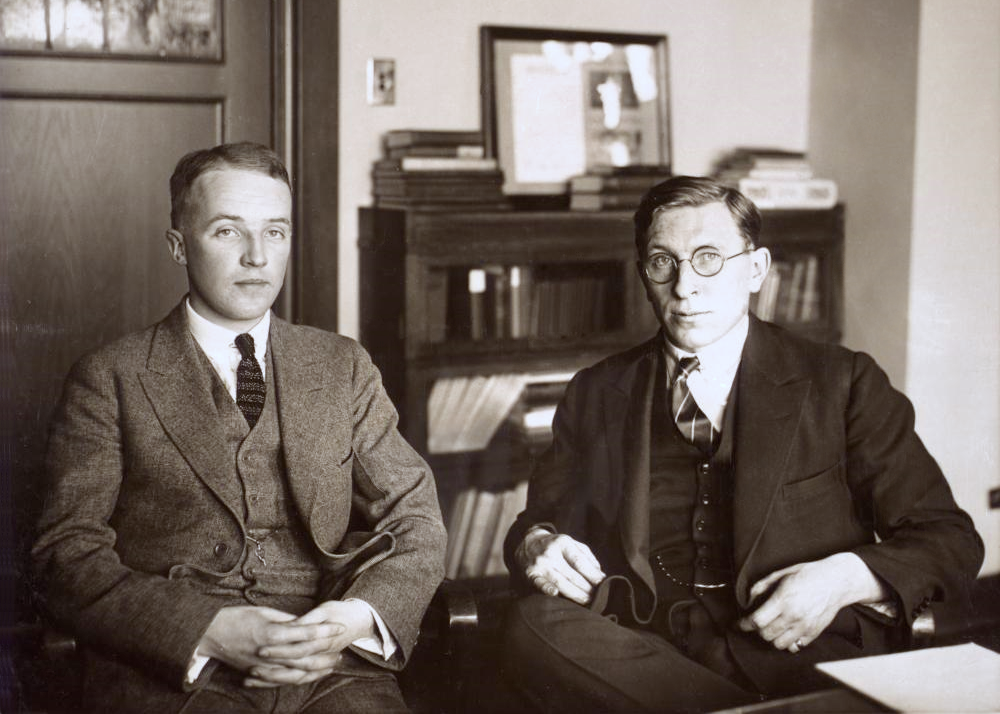
Фредерік Бантинг та Чарльз Герберт Бест

Цукровий діабет був одним із перших захворювань, відомих людству. Найбільш ранні описи схожого до нього за симптомами розладу датуються 1550 роком до нашої ери. Дослідженнями діабету займались лікарі Стародавньої Греції, Індії, Персії, Китаю. До середини XIX століття переважала думка про те, що цукровий діабет є захворюванням нирок. Значний внесок у встановлення його істинної природи зробили такі дослідники як Томас Вілліс та Метью Добсон. Вілліс 1674 року став відрізняти цукровий діабет від інших типів поліурії за солодким смаком сечі і помітив, що він спершу з'являється у крові. Приблизно ста роками пізніше Добсон показав, що при діабеті і сеча, і кров містять велику концентрацію цукру.
Вперше експериментально відтворити цукровий діабет вдалось Йозефу фон Мерінгу та Оскару Мінковському 1889 року шляхом видалення підшлункової залози у собаки. Завдяки їхньому дослідженню, а також відкриттю інсуліну 1921 року Фредеріком Бантингом та Чарльзом Гербертом Бестом, діабет став вважатись хворобою ендокринної системи. З 1922 року інсулін використовується для лікування цукрового діабету, що дозволило значно покращити тривалість та якість життя пацієнтів. З того часу триває розробка ефективніших методів введення гормону, моніторингу рівня глюкози в крові, а також профілактики і швидкого діагностування цукрового діабету.

## Античні уявлення про цукровий діабет

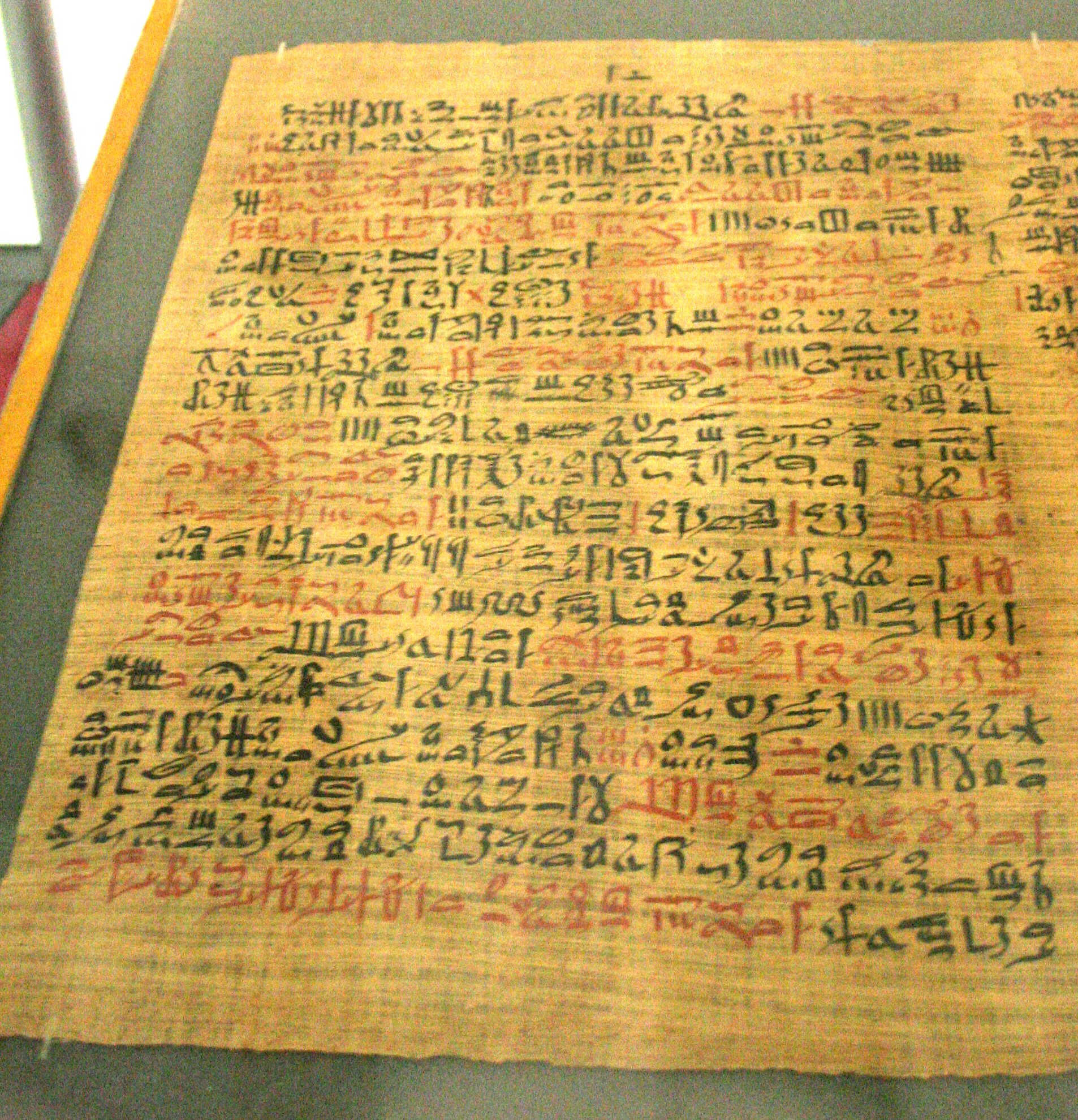
Папірус Еберса — перший медичний текст, датований 1550 роком до нашої ери, в якому описується розлад, схожий на діабет

У багатьох стародавніх текстах починаючи із XVI століття до нашої ери описуються розлади, що супроводжуються надмірним сечовипусканням, та методи їхнього лікування. Зокрема, перші такі згадки були знайдені у папірусі Еберса, що датується 1550 роком до нашої ери. Ця праця була присвячена знанням стародавніх єгиптян про захворювання людини, зокрема, у ньому описується стан надмірного сечовиділення, що за симптомами нагадує цукровий діабет. Для лікування розладу пропонувалось використовувати зерна пшениці, фрукти та солодке пиво. Оскільки відомо, що поліурія маже мати різну етіологію, важко встановити, якої саме хвороби стосувались ці згадки.
У працях лікарів Стародавньої Індії приблизно V—IV століття до нашої ери також згадуються випадки надмірного випускання сечі, при чому вперше було відмічено її солодкий смак, стан супроводжувався виснаженням організму та сильною спрагою. Індійські лікарі навіть винайшли перший клінічний тест на діабет: вони помітили, що сеча хворих приваблює мурах та мух. Також були зроблені спостереження, що від діабету, який вони називали «мадгумега» — «солодка сеча», найчастіше страждали багаті люди, які їли багато рису, каш і солодощів.
У працях давньогрецького лікаря Гіппократа (460 р. до н. е.) йдеться про захворювання, що проявляється у надмірному сечовиділенні та виснаженні організму. Введення терміну «діабет», що із іонійського діалекту давньогрецької означає «протікання», а з латинської — «сифон», за різними джерелами належить Аретею Кападокіському, Деметрію Апамейському або Аполонію Мемфійському. В основу такої назви лягло уявлення про те, що під час захворювання вжиті рідини проходять через тіло у незмінному стані як через трубку.
Аретей Кападокійський (81—138 роки до н. е.) дав перший точний клінічний опис діабету:

| Діабет — це жахлива недуга, не дуже поширена серед чоловіків, що розплавлює плоть та кінцівки у сечу. Пацієнти постійно мочаться безперервним потоком, як з отвору акведука. Життя коротке, неприємне та сповнене болю, спрага невтамовна, пиття надмірне і непропорційне до великого об'єму сечі, оскільки її випускається навіть більше… Якщо деякий час вони утримуються від пиття, їхні роти пересихають, а тіла висихають; внутрішні органи здаються випаленими, пацієнти страждають від нудоти, неспокою та пекучої спраги і невдовзі помирають. |
Гален у кількох працях писав про діабет як про дуже рідкісне захворювання, яке він мав можливість спостерігати всього два рази. Він називав цей розлад «Diarrhoea Urinosa», тобто «діарея сечі», а також «dipsakos» — хвороба спраги.
У V столітті нашої ери індійські лікарі Сушурта, Чарака та Ваґбхата почали розрізняти два типи діабету: вроджений та такий, що наступає пізно у житті людини. У першому випадку хворіли переважно худі люди і смерть наставала невдовзі після діагнозу, а в другому — люди із надмірною вагою, що могли жити із захворюванням довший час. Індійські лікарі відзначали зв'язок діабету зі спадковістю, ожирінням, дієтою та малорухливим способом життя.
Приблизно в той же час китайські та японські лікарі відмічали, що сеча хворих на діабет солодка на смак і подобається собакам. Також вони спостерігали, що такі люди мали схильність до розвитку фурункулів та розладу, схожого на туберкульоз.
У IX—XI столітті нашої ери найбільший внесок у знання про цукровий діабет зробили арабські лікарі. Ібн Сіна точно та детально описав клінічні ознаки захворювання, такі як солодка сеча та надмірний апетит, і навів два його ускладнення: гангрену та втрату статевої функції. Маймонід стверджував, що він спостерігав близько 20 випадків захворювання на діабет, припускав, що його причиною є солодка вода ріки Ніл і вважав його розладом нирок. До XVI століття ніяких нових успіхів у вивченні діабету не було зроблено.

## Діабет як системне захворювання

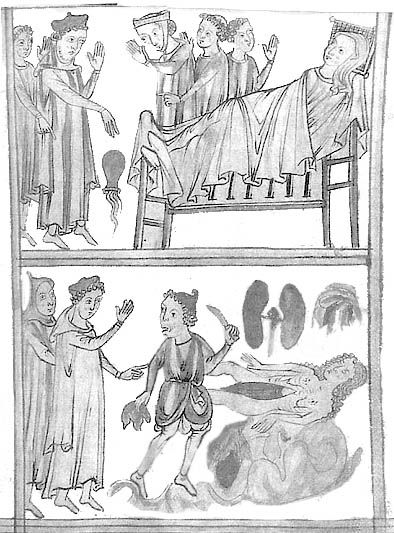
Ілюстрація XIII століття: верхній малюнок зображує хвору на цукровий діабет та її лікаря, перевернута посудина із сечею означає, що випадок безнадійний, на нижньому малюнку зображено посмертний розтин хворого та збільшені нирки

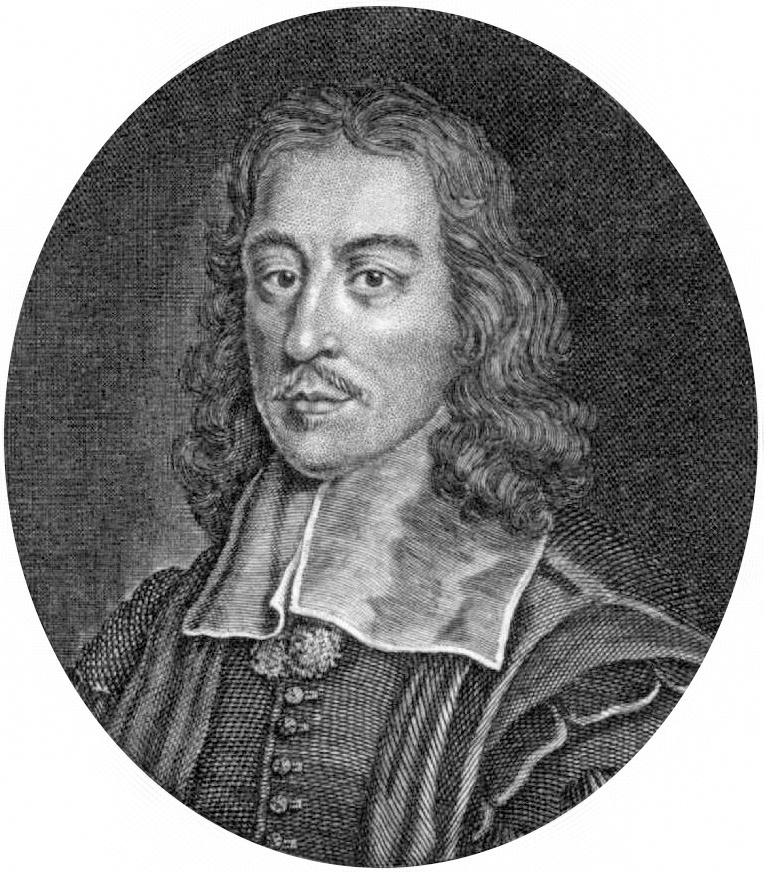
Томас Вілліс

Дослідження діабету відновилось в Епоху Відродження. Швейцарський лікар Парацельс (1493—1541) писав, що сеча людей хворих на діабет містить велику кількість речовини, яка залишається у вигляді білого порошку після випаровування. Він припускав, що це сіль, і вважав, що діабет є наслідком її надмірного відкладання у нирках, яке своєю чергою могло викликати поліурію та спрагу.
Сучасна історія діабету розпочинається із праць Томаса Вілліса та Метью Добсона, в яких вперше говориться про діагностику захворювання за високим вмістом цукру у сечі та крові. Вілліс (1621—1675) описував діабет як «зло, що мочиться» (англ. pissing evil) і відмічав, що у пацієнтів «сеча на диво солодка, наче насичена медом або цукром». Солодкий смак сечі був відомий і до праць Вілліса, проте він вважався наслідком того, що вжиті речовини, в тому числі і солодкі, разом із водою проходять через нирки у незмінному стані. Вілліс же відкинув думку про те, що діабет — це розлад роботи нирок, натомість стверджував, що він є хворобою крові, оскільки цукор спершу з'являється саме в крові, а вже потім у сечі.
Томас Сіденгем (1624—1689) припускав, що діабет — це системне захворювання, яке виникає у крові, коли «хілус» не достатньо перетравлений і його залишки повинні екскретуватися з організму. Йоган Конрад Бруннер (1653—1727) підійшов дуже близько до відкриття причини діабету. 1683 року він провів експеримент із часткового видалення підшлункової залози собаки і виявив, що після цього «…тварина мочилась дуже часто і була надзвичайно спраглою, випивала великі кількості води пропорційно до випускання сечі». Проте зв'язку із симптомами діабету він не помітив.
Вільям Каллен вперше розділив діабет на два типи — при першому із них сеча мала «запах, колір і смак меду», при другому — була прозорою, але не солодкою. У сучасній термінології поняття «нецукровий діабет» використовують для позначення станів, при яких виникає порушення утворення або функціонування вазопресину, а саме слово «діабет» найчастіше вживають як синонім до «цукровий діабет».
Перші свідчення про наявність високих концентрацій цукру в крові та сечі хворих на діабет були наведені у працях Роберта Ваятта 1774 року. Такі ж результати отримав 1776 року у своїх, більш ретельних, експериментах Метью Добсон (1735—1784) — британський фізіолог, який мав добрі знання хімії. Він повільно нагрівав дві кварти сечі і виявив, що осад «був гранульований і легко розтирався між пальцями; пахнув солодко, як коричневий цукор, від якого його не відрізнити, крім як за тим, що солодкий смак залишав легкий прохолодний присмак». Також Добсон вказав на те, що осад може бути субстратом для спиртового та оцтовокислого бродіння. У своїй праці «Experiments and Observations on the Urine in Diabetics» («Досліди і спостереження над сечею діабетиків») він описував діабет як системне захворювання, а не захворювання нирок. Добсон вважав, що висока концентрація цукру спершу з'являється в крові, а потім переходить у сечу, і писав:

| таке трактування хвороби пояснює її виснажливий ефект, адже настільки велика кількість живильного матеріалу відтягується нирками, перед тим, як він чудово асимілюється і використовується для харчування. |
Дослідження Добсона започаткували цілком новий підхід до бачення цукрового діабету, тепер він вважався наслідком неправильного функціонування органів травлення і для його лікування пропонувалось використовувати дієтотерапію. Наприклад, Метью Бейлі 1797 року писав, що діабет залежить від перетворення крові у нирках, і що на цей процес може впливати неправильне формування хілусу, внаслідок чого кров із більшою імовірністю перетворюється у цукристу рідину. Через рік хірург Джон Ролло (1749—1809) зробив припущення, що діабет є захворюванням шлунку, яке виникає у випадку виживання деяких овочів, які містять цукристу речовину, що швидко відділяється нирками як чужорідна. Ролло запропонував використовувати дієту для діабетиків, що складалась зі згірклого м'яса, кров'янки та суміші молока із вапняковим молоком. Він був першим, хто почав вживати термін «mellitus», щоб відрізнити цукровий діабет від інших видів поліурії, за яких сеча не була солодкою. Ролло також описав одне з ускладнень діабету — катаракту — та відзначив ацетоновий подих у деяких пацієнтів.
1815 року хімік Мішель Ежен Шеврель встановив, що солодка речовина із сечі хворих на цукровий діабет ідентична до виноградного цукру, тобто глюкози. А 1848 року Герман фон Фелінг розробив кількісний тест для оцінки концентрації глюкози в сечі. Таким чином глюкозурія стала загальноприйнятим діагностичним критерієм цукрового діабету.

## Встановлення ролі печінки та підшлункової залози

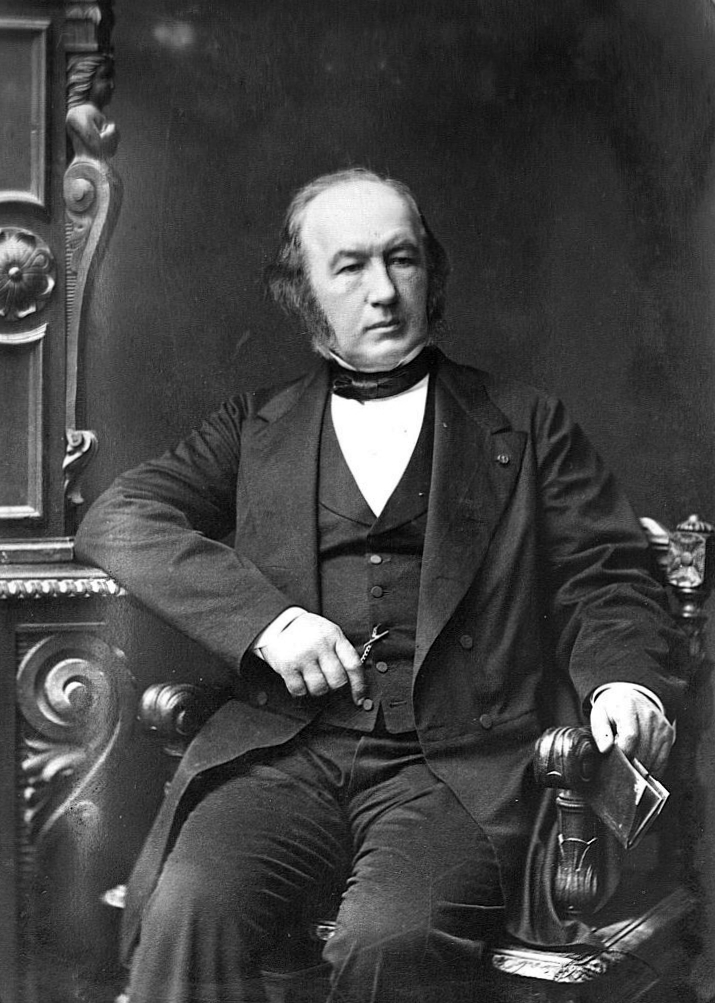
Клод Бернар

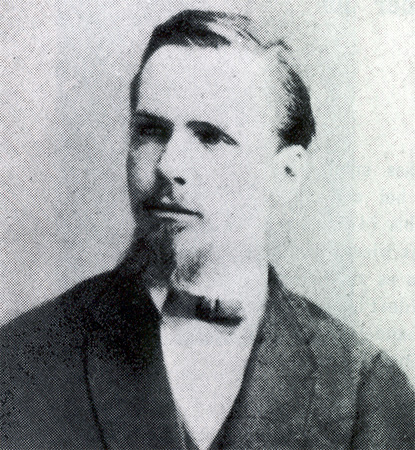
Пауль Лангерганс

До середини XIX століття більшість дослідників цукрового діабету намагались з'ясувати причини, як вони вважали, посиленого всмоктування глюкози шлунково-кишковим трактом у хворих. У 1855 році Клод Бернар показав, що рівень цукру в крові підвищується завдяки внутрішній секреції печінки. Йому вдалось виділити із цього органа сполуку, що була схожою на крохмаль і виступала попередником глюкози. Через це Бернар дав їй назву глікоген. Це дослідження показало ключову роль печінки у протіканні діабету. Бернар також відкрив можливість регулювання рівня глюкози в крові центральною нервовою системою, його дослідження заклали фундамент для зародження нової науки — ендокринології.
У другій половині XIX століття лікарям вдалось виявити кілька нових симптомів та ускладнень цукрового діабету, таких як діабетична кома, присутність ацетону в сечі, гемохроматоз. 1874 року Куссмауль описав, що під час кетоацидозу спостерігається «голод за повітрям» — тип дихання, що зараз називається «диханням Куссмауля».
Після дослідів Бруннера 1683 року із видалення підшлункової залози собакам цей орган вважався важливим тільки для травлення і не обов'язковим для виживання. Тільки через 200 років це уявлення стало змінюватись. У першу чергу під впливом свідчень про хвороби підшлункової залози пацієнтів, у яких був жирний та об'ємний кал, отриманих під час посмертних розтинів Річардом Брайтом (1789—1858). Такі дані свідчили про роль підшлункової залози у всмоктуванні речовин. Один із пацієнтів Брайта за життя страждав від цукрового діабету, проте дослідник відкинув можливий зв'язок між двома захворюваннями: «… я бачив багато випадків діабету, за яких цей симптом (жирний кал) не спостерігався», «…діабету, або навіть підозри на нього, не було в інших випадках евакуації (жирних екскрементів), які я спостерігав».
Проте існувало багато клінічних спостережень про те, що хвороби підшлункової залози можуть все ж бути пов'язані із цукровим діабетом. Перші з них були отримані Томасом Колі ще 1788 року. Він виявив, що у багатьох діабетиків підшлункова залоза кальцифікована і містить камінці. Остаточне підтвердження ролі дисфункції підшлункової залози у формуванні цукрового діабету було надане Йозефом фон Мерінгом та Оскаром Мінковським 1889 року. Вони провели собакам панкреатомію, після чого в останніх спостерігались посилене виділення сечі, спрага і схуднення на фоні надмірного споживання їжі. Мінковський підозрював, що це може бути симптомами діабету, тому провів аналіз цукру в сечі і виявив його підвищений вміст. Мерінг та Мінковський намагались виділити екстракт підшлункової залози, який міг би мати терапевтичний ефект під час діабету, проте їм це не вдалось. Вони припустили, що виділенню лікувального екстракту могли перешкоджати травні секрети підшлункової залози. Для того, щоб довести, що зовнішня секреція органа не впливає на розвиток діабету, вони провели перев'язування протоки підшлункової залози. У піддослідних тварин спостерігались проблеми із травленням, але не діабет. Пізніше Мерінгу та Мінковському, а також незалежно від них Едуарду Гедону, вдалось подолати наслідки повної панкреатомії для метаболізму вуглеводів трансплантацією маленьких шматочків підшлункової залози під шкіру собаки.
За 20 років до експериментів Мінковського та Мерінга молодий німецький патолог Пауль Лангерганс описав у тканині підшлункової залози невеликі острівці клітин, які не мали проток. Проте він не робив жодних припущень щодо їхнього фізіологічного призначення. 1893 року Едуард Лагесс назвав ці зібрання клітин «острівцями Лангерганса» і припустив, що вони можуть робити внесок у здійснення ендокринної функції підшлункової залози і забезпечувати контроль рівня глюкози в крові.
До відкриття інсуліну діабет лікували переважно дієтотерапією або голодуванням. Наприклад, Аполлінер Бушард рекомендував обмежене вживання вуглеводів, дні голодування та фізичні вправи для запобігання глюкозурії. А Фредерік Аллен (1879—1964) — один із провідних діабетологів Америки того часу — вважав, що, оскільки діабетики не можуть нормально засвоювати їжу, то зменшення її кількості покращить їхній стан здоров'я. Часто приписувались досить жорсткі дієти і, хоч вони допомагали пацієнтам із цукровим діабетом другого типу, хворі на діабет першого типу не рідко помирали від голоду та виснаження.

## Відкриття інсуліну

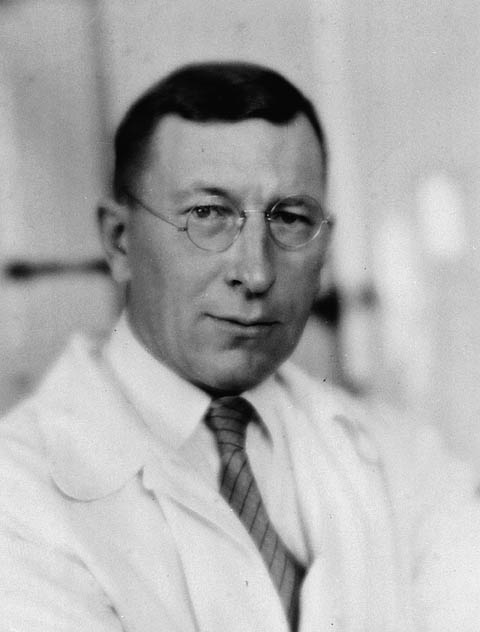
Фредерік Бантинг

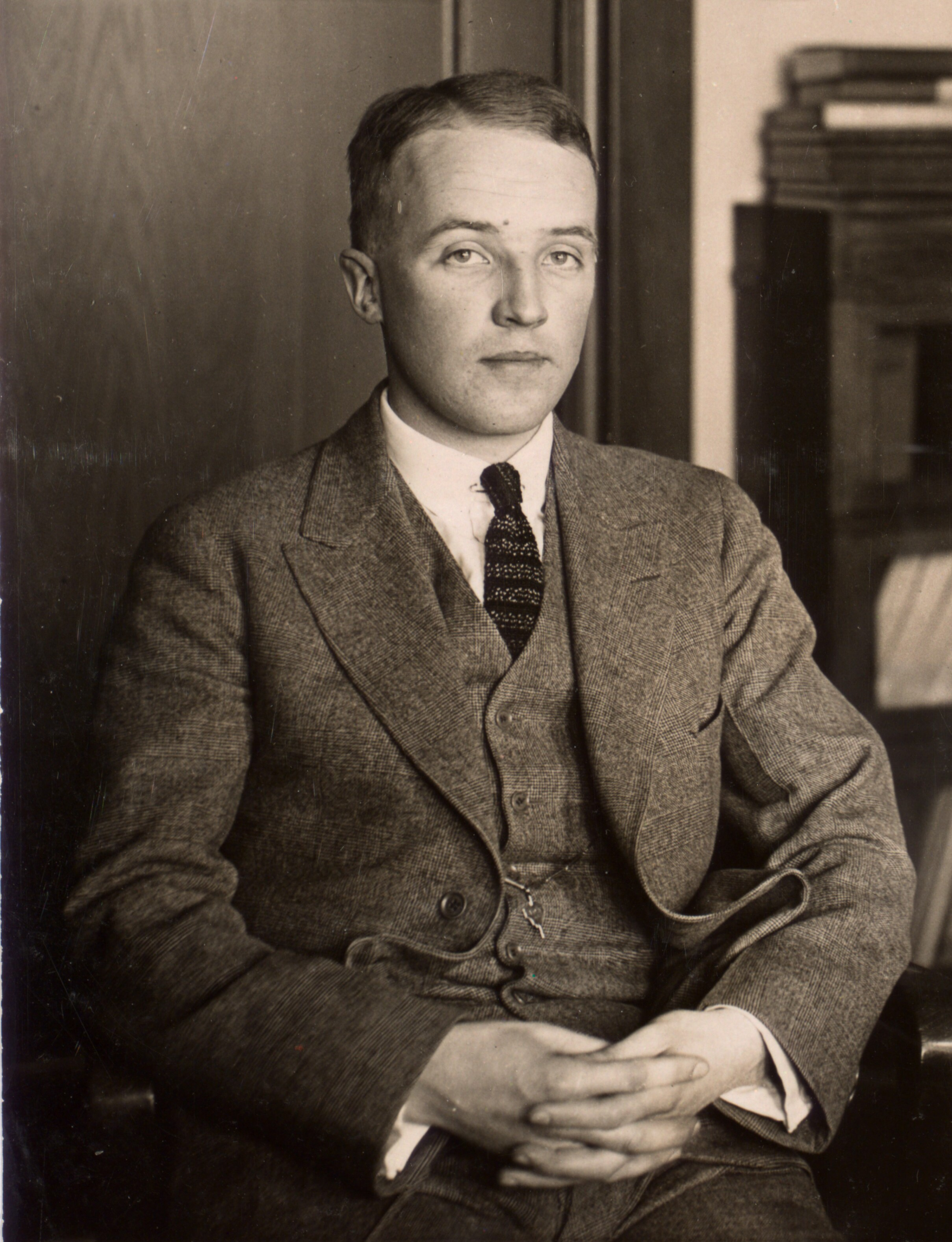
Чарльз Бест

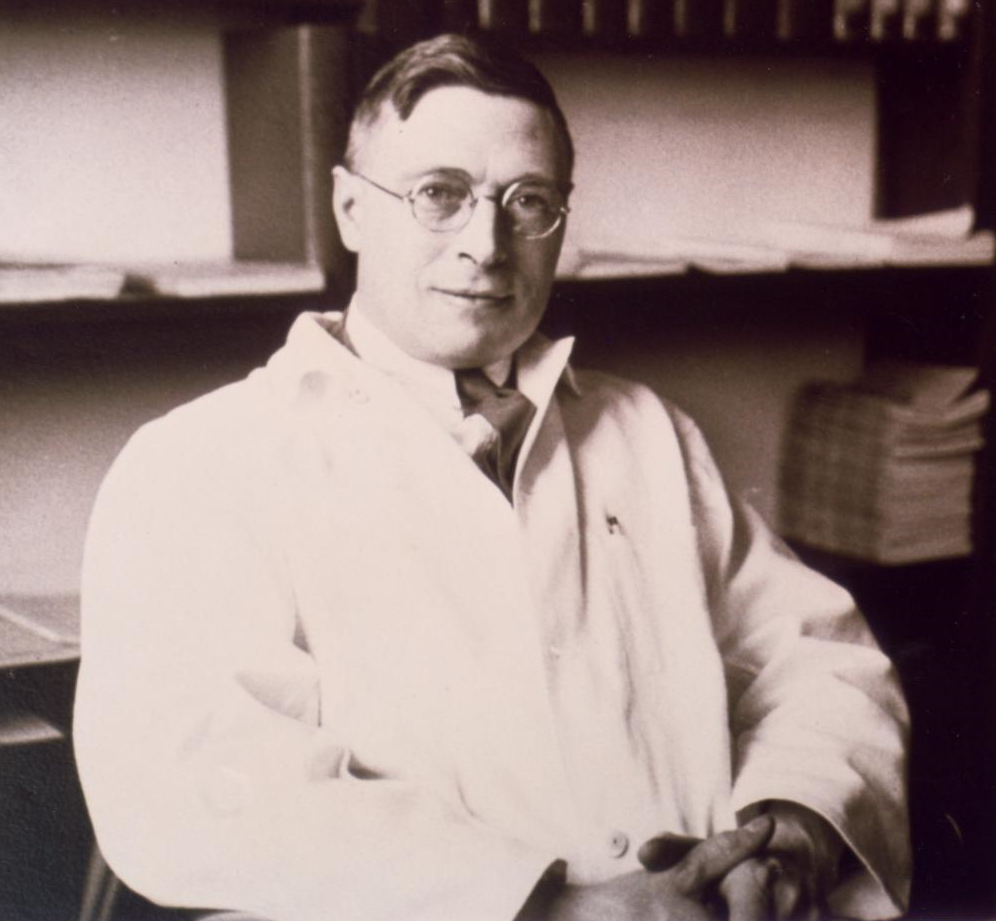
Джеймс Колліп

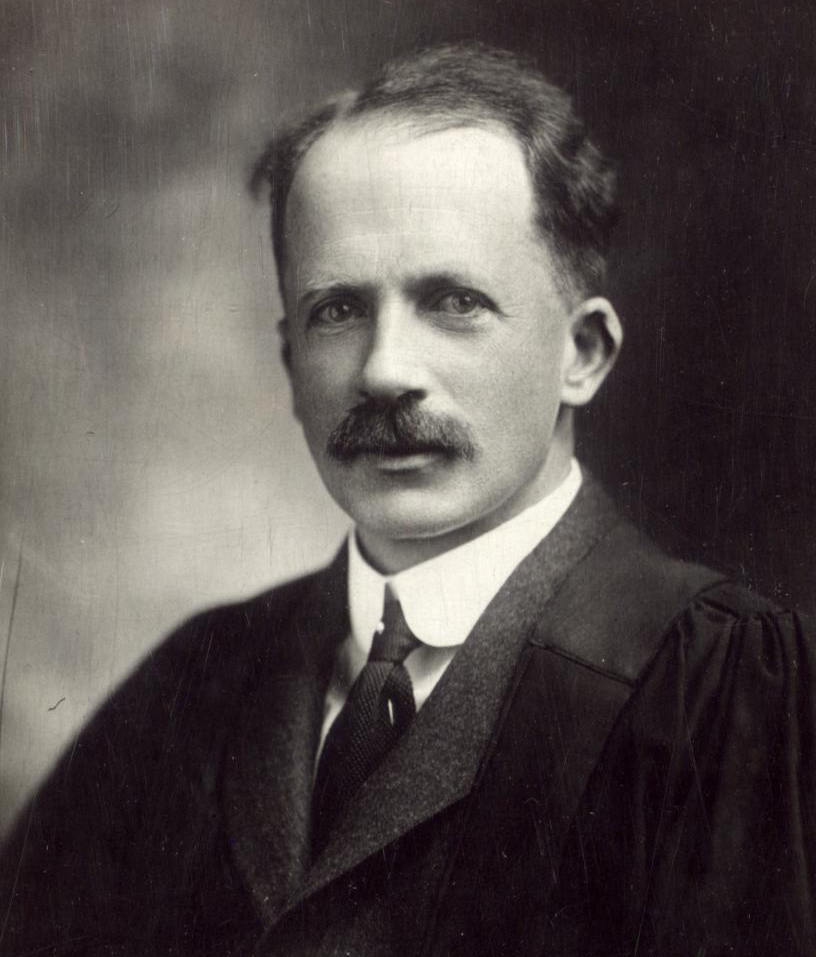
Джон Маклеод

Після відкриття ролі підшлункової залози у розвитку діабету було здійснено багато спроб виділити із неї лікувальний екстракт. 1909 року Жан де Меєр назвав гіпотетичний продукт цього органа, який мав би знижувати рівень глюкози в крові, «інсуліном» від лат. insula — острів.
У 1907 році німецький лікар Георг Людвіг Зюльцер (1870—1949) провів псові панкреатомію, після чого ввів йому екстракт підшлункової залози. Таким чином йому вдалось зменшити рівень глюкозурії та підняти pH крові. Свій винахід Зюльцер запатентував у США під назвою «акоматол». За допомогою цього препарату йому вдалось врятувати життя одному пацієнтові з діабетом, що перебував у стані коми. Проте, оскільки «акоматол», ймовірно, містив велику кількість домішок, він мав сильні побічні ефекти і фармацевтична фірма Schering відмовилась від нього. Зюльцер продовжував свої експерименти й розробив новий екстракт для Hoffmann-La Roche, який, проте, викликав конвульсії, швидше за все через гіпоглікемічний ефект.
Наступна вдала спроба виділення екстракту підшлункової залози належала румунському вченому Ніколасу Константину Паулеску (1869—1931). Паулеску ввів екстракт діабетичному собаці і домігся зниження рівня глюкози в крові від 140 до 26 мг%. Пес помер від гіпоглікемії. Через Першу світову війну румунському досліднику не вдалось опублікувати свою роботу аж до 1921 року.
Чистий препарат інсуліну вперше виділили Фредерік Бантинг та Чарльз Бест. Перший із них був молодим і не дуже успішним лікарем ортопедом у той час, коли вперше зацікавився цукровим діабетом. На Бантинга вплинула робота Мозеса Баррона, який вказував на зв'язок острівців Лангенгарса із цукровим діабетом та виявив, що після перев'язування протоки підшлункової залози острівці, на відміну від клітин, що продукують трипсин, не відмирають. Майбутній дослід Бантинг спланував таким чином: лігувати протоку підшлункової залози собаки (метод розроблений Клодом Бернаром), підтримувати життєдіяльність тварини, поки не відбудеться дегенерація ацинусів, спробувати виділити внутрішній секрет з острівців, що залишаться. Для здійснення свого задуму Бантинг звернувся до Джона Маклеода — професора фізіології в Університеті Торонто. Той погодився надати йому місце у лабораторії на вісім тижнів, а також запропонував допомогу одного зі студентів — Чарльза Беста.
У липні 1921 року Бантинг і Бест врешті отримали екстракт острівців Лангенгарса, який допомагав значно покращити стан діабетичних собак. Вони також експериментували зі свіжою фетальною підшлунковою залозою телят та випробовували різні методи введення екстракту: ректальний, підшкірний, внутрішньовенний. У кінці 1921 року до їхньої групи приєднався біохімік Джеймс Колліп, який сильно допоміг у розробці кращих методів очищення екстракту. Результати отримані групою Бантинга вперше були опубліковані 14 листопада 1921 року у «Physiological Journal Club of Toronto».
11 січня 1922 року Бантинг та Бест розпочали клінічні тестування: вони ввели екстракт 14-літньому хлопцю Леонарду Томпсону, що хворів на цукровий діабет і на той момент важив всього 29 кг. Після першої ін'єкції 15 см3 «густої коричневої» рідини у сідничний м'яз у хлопця розвинувся абсцес. Наступний раз йому ввели краще очищений екстракт, отриманий за методом Колліпа 23 січня. Цього разу лікування було успішним: за 24 години рівень глюкози в крові Томпсона впав від 520 до 120 мг/дл і з сечі зникли кетони. Хоча Леонард Томпсон загинув всього через 13 років від пневмонії, інші пацієнти Бантинга та Беста дожили до старості. Наприклад, Тед Райдер, один із перших чотирьох дітей, що отримали ін'єкції інсуліну, помер у віці 76 років у 1993 році.
Нову протидіабетичну сполуку Бантинг назвав «айлетином», пізніше Маклеод перейменував її на «інсулін», ймовірно, не підозрюючи, що таку назву вже використовував Мейер 1909 року.
На початку березня 1922 року Маклеод презентував результати Бантинга та Беста на засіданні Асоціації лікарів Америки. А 1923 року йому спільно із Бантингом була присуджена Нобелівська премія з фізіології або медицини «за відкриття інсуліну». Маклеод та Бантинг розділили свої частини премії із Колліпом та Бестом відповідно. У квітні 1922 року Бантинг та Бест погодились на пропозицію фармацевтичної компанії Елі Ліллі розпочати широкомасштабне комерційне виробництво інсуліну. 1923 року він з'являється на ринку під назвою «Isletin Insulin». Пізніше були покращені методи очистки та введені нові формули інсулінових препаратів, такі як протамін-цинк інсулін, нейтральний протамін Гагедорна та ленте.
Відкриття Бантинга та Беста стало справжньою сенсацією і сприймалось із великим ентузіазмом у всьому світі. У пресі описувались численні випадки оздоровлення. Раніше приречені на швидку смерть діабетики тепер могли прожити повну тривалість життя. Також в цей час почали утворюватись організації для людей, хворих на діабет. Першу з них заснував португальський лікар Ернесто Рома, вона мала назву «Португальська асоціація захисту малозабезпечених діабетиків» і займалась безкоштовним постачанням інсуліну для бідних. 1934 року була утворена «Британська діабетична асоціація». Обидва її засновники, лікар Роберт Ловренс та письменник Герберт Веллс, були діабетиками. У 1940 році в США була організована «Національна Діабетична Асоціація», яку після включення канадських лікарів перейменували у «Американську Діабетичну Асоціацію». Її метою стала координація зусиль лікарів по боротьбі з діабетом.
У 1922 році нобелівський лауреат Август Крог разом зі своєю дружиною Марі, якій нещодавно поставили діагноз цукровий діабет, відвідував США. Від діабетолога Еліота Джосліна вони довідались про новий препарат, винайдений торонтійською групою. Подружжя подалось у Канаду, де гостювало в лабораторії Маклеода, а після повернення на батьківщину в Данію вони заснували неприбутковий концерн Nordisk Insulin Company. Данія посіла друге місце у світі за виробництвом інсуліну після США.

## Сучасний етап досліджень цукрового діабету

### Відкриття пероральних цукрознижувальних препаратів
Відкриття цукрознижувальних пероральних препаратів стало наслідком випадкових спостережень побічних ефектів деяких речовин, що тестувались з іншою метою. Наприклад, у 1918 році під час дослідження біологічної дії гуанідину Ватанабі помітив, що за певних обставин він може викликати гіпоглікемію. Пізніше Френк, Нотман та Вагнер отримали багато похідних цієї речовини, із яких найбільш ефективними виявились бігуанідини. Серед них першим став доступний для пацієнтів в Європі декаметилбігуанідин 1927 року під назвою «Synthalin», проте через деякий час його виробництво припинилось через високу токсичність для печінки та нирок. 1957 року в США почало використовуватись для лікування діабету інше похідне гуанідину — фенілетилбігуанідин («Phenformin»).
Аргентинські вчені Руїз та Сільва 1939 року помітили цукрознижувальну дію іншої групи речовин — сульфаніламідів. Пізніше Жанбо, тестуючи потенційні препарати проти черевного тифу, виявив токсичні побічні ефекти сульфанілсечовини: вона викликала потьмарення свідомості, судоми та кому. Жанбо зробив правильний висновок, що речовина має гіпоглікемічну дію. Такий же ефект сульфанілсечовин виявили німецькі вчені Ганс Франке та Йоахім Фукс під час дослідження сульфаніламідних антибіотиків. Пізніше хіміки фармацевтичної фірми Hoechst розробили речовину D 860, яка продавалась у США під назвою тобутамід і була першим комерційно доступним препаратом сульфанілсечовини.
Велика кількість сполук тестувалась на наявність гіпоглікемічної дії, проте дуже мало із них було випущено на ринок. Наприклад, у період між 1962 та 1977 роками Hoechst та Boehringer Mannheim досліджували 8000 різних речовин, із яких 6000 знижували рівень глюкози у крові піддослідних тварин. Тільки п'ять із цих препаратів дійшли до стадії клінічних випробувань, і тільки одна — HB 419 (glibenclamide/glyburide) — була випущена на ринок.

### Вимірювання рівня інсуліну в крові

Розалін Ялоу

1936 року Гарольд Гімсворт поділив цукровий діабет на два типи залежно від «чутливості до інсуліну». Доцільність такого поділу була підтверджена 1951 року, коли Лоуренс та Борнштейн виміряли рівень інсуліну в крові і показали, що в старших та ожирілих пацієнтів він наявний, тоді як у молодих його бракує. А з 1959 року стали розрізняти два основні типи діабету: Тип 1 (інсулінозалежний) та тип 2 (інсулінонезалежний).
Дуже важливим для розуміння патофізіології цукрового діабету став високочутливий метод радіоімунологічного визначення концентрації інсуліну в крові. Його розробили 1959 року Розалін Ялоу та Соломон Берсон. Свій винахід вони не патентували, натомість докладали багато зусиль до того, щоб зробити його доступним як для клінік, так і для дослідних установ. У 1977 році, через п'ять років після смерті Берсона, Ялоу отримала Нобелівську премію.

### Моніторинг концентрації глюкози в крові
Багато методів вимірювання концентрації глюкози в крові та сечі були створені ще на початку XIX століття. Проте вони були доступні тільки для лікарів, а концепція самомоніторингу стала розвиватись значно пізніше. Спочатку були розроблені домашні тести для визначення цукру в сечі (1925 року). У кінці 1940-х років Гелен Фрі запропонувала для цього нову простішу систему.
1965 року на ринку вийшов декстростікс — тест для індивідуального вимірювання рівня глюкози в крові, що мав вигляд смужки паперу, яка синіла після змочування краплиною крові впродовж однієї хвилини. Далі кров змивали водою і порівнювали інтенсивність забарвлення зі шкалою. Проте такий метод не давав точних числових значень концентрації. Роботу над першим глюкометром розпочав Том Клеменс 1966 року, а комерційне виробництво цих приладів почалось 1970 року. Спочатку тест-системи для вимірювання концентрації глюкози в крові використовувались тільки лікарями, а пізніше стали поширеними й серед пацієнтів. Внаслідок подальших удосконалень глюкометри потребують значно менше крові, стали компактнішими та зручнішими у використанні. Також здійснюються спроби розробки неінвазивних приладів для моніторингу рівня глюкози: перший із них — GlucoWatch — був схвалений для використання дорослими у 2001 році, проте його точність сильно обмежена.
Важливим відкриттям був винахід лабораторного тесту вимірювання рівня гемоглобіну A1c. Він був вперше виявлений як одна із мінорних фракцій гемоглобіну у 1950-х роках. Пізніше було встановлено, що його β-глобіновий ланцюг містить залишок глюкози. Самюель Рахбар 1969 року показав, що кров пацієнтів, хворих на діабет, містить велику кількість HbA1c. А 1975 року Таттерсалл зі співробітниками встановили, що підвищена концентрація глікозильованого гемоглобіну є набутою ознакою, одним із проявів метаболічних аномалій під час діабету.

### Синтез людського інсуліну
До того, як для вироблення інсуліну почав застосовуватись метод рекомбінантних ДНК, хворі переважно отримували гормон свиней або корів. Хоча перший із них відрізняється від людського всього на один амінокислотний залишок, а другий — на три, і ці заміни не впливають на дію інсуліну, їх достатньо, щоб викликати імунну відповідь. Протиінсулінові антитіла перешкоджають зв'язуванню гормону з його рецепторами та стимулюють розвиток локального запального процесу. До того ж процес виробництва тваринного інсуліну досить дорогий та складний — для отримання 1 г гормону необхідно переробити 8 кг тканини підшлункової залози. Ці труднощі, а також постійне зростання потреби в інсуліні, призвело до пошуку альтернативних шляхів його виробництва.
Для розвитку методів виділення людського інсуліну у великих кількостях велике значення мали відкриття Фредеріка Сенгера, який 1955 року встановив амінокислотну послідовність цього гормону (Нобелівська премія з хімії 1958 року), та Дороті Ходжкін, яка, використовуючи рентгеноструктурний аналіз, описала його просторову структуру (Нобелівська премія з хімії 1958 року).
Ген людського інсуліну був вперше клонований 1978 року біотехнологічною корпорацією Genentech. Того ж року повідомлено про успішне отримання інсуліну в лабораторних умовах за допомогою методу рекомбінантної ДНК (ген інсуліну вбудували у плазміду та експресували в клітинах кишкової палички). Він став першим препаратом, отриманим із застосуванням методів генетичної інженерії, який схвалила FDA.
Перший аналог людського інсуліну — ліспро — був схвалений 1996 року. Станом на 2010 рік відомо близько 300 аналогів цього гормону: серед них 70 тваринних, 80 хімічно модифікованих та 150 біосинтетичних.
У січні 2006 року на ринок вийшов інсулін під назвою Exubera, що вводиться в організм за допомогою інгалятора. Він був першою неін'єкційною формою гормону, проте через ряд причин не набув популярності і був знятий із виробництва 2007 року. Розробка альтернативних форм введення інсуліну триває, серед них, крім інгаляторів, інсулінові пластирі. Важливим напрямком досліджень є також створення так званої «штучної підшлункової залози», що складається із сенсора глюкози, з'єднаного із інсуліновою помпою через невеликий комп'ютер. Такий прилад повинен реагувати на зміну рівня цукру в крові як справжня ендокринна залоза.

### Найбільші клінічні дослідження цукрового діабету
Одним із важливих питань діабетології, на яке тривалий час не було відповіді, є зв'язок між контролем рівня глікемії та розвитком ускладнень від діабету. Для його вирішення було проведено широкомасштабні клінічні дослідження. Перше із них — Diabetes Control and Complications Trial (DCCT, Дослідження контролю та ускладнень діабету) — розпочалось 1983 року і завершилось 1993. У ньому взяв участь 1441 пацієнт із цукровим діабетом першого типу. Метою дослідження було порівняння впливу стандартного та інтенсивного контролю рівня глюкози в крові на ускладнення від діабету. Було встановлено, що інтенсивний контроль зменшує імовірність виникнення ретинопатій на 76 %, нефропатій на 50 % та нейропатій на 60 %.
Після завершення DCCT дослідники продовжили спостереження за 90 % пацієнтів, що брали в ньому участь, ще впродовж 11 років. У новому дослідженні — Epidemiology of Diabetes Interventions and Complications (EDIC) — було виявлено 42 % зменшення ризику виникнення будь-яких серцево-судинних ускладнень та 57 % зниження імовірності несмертельного інфаркту міокарда, інсульту та смерті від серцево-судинних захворювань у групі з інтенсивним контролем. Такий ефект спостерігався попри те, що різниця у рівні глікозильованого гемоглобіну у двох групах була дуже незначною: 8.0 + 1,2 % проти 8.2 + 1,2 %. Патофізіологічний механізм довготривалого позитивного впливу інтенсивного контролю за рівнем глікемії залишається незрозумілим і названий «метаболічною пам'яттю».
Найбільшим клінічним дослідженням діабету другого типу було United Kingdom Prospective Diabetes Study (UKPDS), що тривало із 1977 до 1997 року. В ньому взяли участь 5102 пацієнти. Проводилось порівняння впливу інтенсивної терапії (інсулін та пероральні препарати або і те, і те) із традиційною (дієта та, за необхідності, фармакологічна терапія) на ймовірність виникнення ускладнень. Було показано, що інтенсивний контроль рівня глюкози в крові та артеріального тиску суттєво знижує ризик їхнього розвитку.
Look AHEAD — перше контрольоване клінічне дослідження, що має на меті оцінити вплив схуднення та збільшення фізичної активності на захворюваність та смертність від серцево-судинних ускладнень у пацієнтів із діабетом другого типу. У дослідженні бере участь 5145 хворих.

### Трансплантація підшлункової залози та острівцевих клітин
Переважна більшість препаратів та процедур, доступних для хворих на діабет, спрямовані на контроль захворювання, а не його повне подолання. Хоча було здійснено багато спроб винайти спосіб лікування діабету, всі доступні методи мають дуже обмежене застосування.
1966 року вперше було проведено трансплантацію підшлункової залози від трупа, 1978 — від живого донора. З тих часів внаслідок розвитку техніки хірургії, нових імуносупресантів та загального здоров'я реципієнтів відсоток виживання трансплантованого органа значно збільшився від 29 % (за перший рік) та 11 % (за перших п'ять років) у 1976—1985 роках до 73 та 46 % відповідно у 1996—2006 роках. Проте через ускладнення, пов'язані із постійною імуносупресією, застосування цього методу обмежене тільки групою хворих на діабет першого типу, що не можуть контролювати захворювання іншим чином.
1972 року Пол Лейсі опублікував метод виділення інтактних клітин острівців Лангенгарса. Після цього відбулись перші успішні спроби їхньої пересадки собакам, хворим на діабет. 1977 року проведена успішна аутотрансплантація острівцевих клітин у людини. Цю процедуру застосовують у випадку хронічного панкреатиту, за якого панкреатомія є необхідною.
Попри на успіх аутотрансплантації, більшість спроб аллотрансплантації клітин острівців Лангенгарса були невдалими. Імовірно, через використання імуносупресанта преднізону, який сам по собі є діабетогенним. Тільки у 1999 році вдалось успішно провести пересадку острівцевих клітин від донора, несумісного за HLA, із використанням імуносупресантів, що не містили глюкокортикоїдів. Проте ця процедура не може широко застосовуватись через брак донорів. Альтернативними джерелами острівцевих клітин можуть бути трансгенні тварини (проте, такий метод несе небезпеку міжвидової інфекції ретровірусами), фетальні панкреатичні стовбурові клітини та ембріональні стовбурові клітини.